# De Bosschen
De Bosschen is een bedrijventerrein en buurt (buurt 1) in het noordoosten van het dorp Oud-Beijerland, gemeente Hoeksche Waard, in de Nederlandse provincie Zuid-Holland. Het terrein heeft een oppervlakte van 208 ha en is daarmee het grootste bedrijventerrein in de Hoeksche Waard. Het bedrijventerrein raakt in het noordoosten het dorp Goidschalxoord, in het noorden het Spui, in het westen de Oosterse Gorzenwijk en in het zuiden de Poortwijk.
- Albert Einsteinstraat
- Alexander Bellstraat
- Alexander Flemingstraat
- Antonie van Leeuwenhoekstraat
- Anthony Fokkerstraat
- Benjamin Franklinstraat
- Bosschendijk
- Braillepad
- Buys Ballotstraat

- Christiaan Huygensstraat
- Edisonstraat
- Goidschalxoordsedijk
- Hermanus Boerhaavestraat
- Isaac Newtonstraat
- James Wattstraat
- Jan van der Heijdenstraat
- Laurens Jansz. Costerstraat
- Louis Pasteurstraat

- Oostdijk
- Oud-Beijerlandsedijk
- Pascalstraat
- Provincialeweg
- Röntgenstraat
- Simon Stevinstraat
- Stougjesdijk
- Willem Beukelszstraat
- Zalmpad

Wijk 00: De Bosschen · De Hoogerwerf · Centrum-Noord · Centrum-Zuid · Croonenburghwijk · Landelijk gebied · Oosterse Gorzenwijk (Gorzenhoek) · Poortwijk (Poortwijk I, II en III) · Spuioeverwijk · Zeeheldenwijk · Zinkweg · Zoomwijck · Zuidwijk